# Bandera de la Masó
La bandera oficial de la Masó es descriu de la manera següent:
Bandera apaïsada de proporcions dos d'alt per tres de llarg, blanca, amb una patent plena vermella amb els braços de gruix 1/6 de l'alçària del drap al llur centre i de 3/10 de la mateixa alçària als extrems; i la domus de l'escut negra d'altura 5/18 de la del drap i amplada 5/27 de la llargària del mateix drap, al centre del primer cantó.

## Història
Va ser publicada al DOGC el 26 d'abril del 2000 i es va realitzar prenent com a base l'escut de la localitat.